# Familia Jetson
Familia Jetson (în engleză The Jetsons) este o serie de desene animate creată de Hanna-Barbera. Este vorba despre un omolog al Familiei Flintstone în spațiu. În timp ce Familia Flintstone trăiește într-o lume preistorică în care mașinile sunt conduse cu ajutorul unor păsări și dinozauri, Familia Jetson trăiește în viitor, în anul 2062. Emisiunea a fost inițial transmisă pe ABC din 1962 până în 1963 după care a fost readus cu noi episoade între 1985 și 1987 în sindicalizare.
În România serialul a fost difuzat pe Boomerang și anterior Tele7abc .

## Despre serial
Familia Jetson trăiește într-o lume cu case plutitoare și mașini zburătoare, o lume în care totul se face prin simpla apăsare a unui buton. Și pentru că au o menajeră-robot, Rosie, care să-i ajute, cei din familia Jetson au și mai mult timp că să dea de bucluc!

## Personaje
Vezi: Lista personajelor din Familia Jetson
- George Jetson - George Jetson este un familist muncitor care lucrează zile lungi la Compania de Sprachete Spacely, obositoare,  câte trei ore pe zi... Activitatea preferată a lui George Jetson, capul familiei, este să se relaxeze acasă după o zi grea la muncă, dar din păcate, ceilalți membri ai familiei Jetson fac acest lucru imposibil!
- Jane Jetson - Sufletul familiei Jetson, Jane, mamă și soție, se îngrijește de toată familia, de obicei lăsând toată treaba în grija menajerei Rosie. Jane este obsedată de modă și de achiziționarea celor mai noi dispozitive care economisesc timp în gospodărie, dar se poate conta oricând pe ea ca să-i susțină pe ceilalți membri ai familiei.
- Elroy Jetson - Fiul cel bun la suflet al familiei Jetson, Elroy Jetson, este un copil extrem de deștept de șapte ani, obsedat de tot ce ține de era spațială. În timp ce restul familiei se implică în dileme din viața de zi cu zi, Elroy țintește mai sus, fiind în același timp vocea rațiunii în familia Jetson.
- Judy Jetson - Judy Jetson, fiica adolescentă extrem de populară, este genul tipic de fată de 16 ani a secolului 21, obsedată de haine și băieți, băieți și haine și de ce haine să poarte la întâlnirile cu băieții. Din toată familia Jetson, Judy are viața socială cea mai activă, prin urmare George se alege cu cea mai mare notă de plată la telefon!
- Rosie - Rosie, robusta menajeră robot a familiei, poate părea o adunătură de metal și de beculețe care clipesc, dar pentru ei este o membră mult iubită a familiei. Rosie se ocupă de Elroy și de tot menajul din gospodărie, toate în timp record. Cu toate astea, se pare că familia Jetson tot găsește destule motive să intre în panică.
- Astro - Astro este câinele vorbitor al familiei. El a fost găsit prima dată de Elroy în episodul, "The Coming of Astro". A mai apărut de asemenea și în Space Stars în segmentul „Astro and the Space Mutts” ca membrul al echipei „Space Ace”.
- Orbitty - Orbitty este o creatură alb-movă cu picioarele arc cu care are puterea de a sări. Orbitty are abilitatea de-a-și exprima emoțiile schimbându-și culoarea. Elroy l-a găsit în episodul "Elroy Meets Orbitty" în timpul unei excursii cu școala când acesta era în forma unei roci selenare. Elroy a dus roca acasă și seara a ieșit Orbitty din ea. De-atunci acesta devine un membru al familiei.
- Domnul Spacely - Cosmo G. Spacely este șeful lui George Jetson și proprietar la Compania de Sprachete Spacely. Spacely are păr negru și un temperament negativ. Îl urește foarte mult pe George, sintagma sa fiind „Jetson, ești concediat”.
- Domnul Cogswell - Domnul Cogswell este cel mai mare competitor al domnului Spacely care lucrează la Compania de Roți Cogswell. El cauzează o mulțiime de probleme lui Spacely și Cogswell. El și Spacely găsesc tot timpul căi să distrugă afacerile fiecăruia. Cogswell mereu a încercat să fure ideile lui Spacely și să le considere ale lui pentru a câștiga avantaj.
- R.U.D.I. - R.U.D.I. este computerul de lucru al lui George și cel mai bun prieten, următorul după câinele lui, Astro. El are o personalitate umană și este un membru al societății Preventing Cruelty to Humans.
- Henry Orbit - Henry este reparatorul de apartamente al familie Jetson. Este tot timpul de-ajutor și întotdeauna într-o bună dispoziție. Robotul său numit Mac este îndrăgostit de Rosie.

## Episoade
| Nr           | Titlu român                        | Titlu englez                            |
| ------------ | ---------------------------------- | --------------------------------------- |
|              |                                    |                                         |
| PRIMUL SEZON |                                    |                                         |
|              |                                    |                                         |
| 01           | Roboțica Rosie                     | Rosie The Robot                         |
|              |                                    |                                         |
| 02           | Întâlnire cu Jet Screamer          | A Date With A Jet Screamer              |
|              |                                    |                                         |
| 03           | Seara în familie                   | Jetson’s Night Out                      |
|              |                                    |                                         |
| 04           | Mașina spațială                    | The Space Car                           |
|              |                                    |                                         |
| 05           | Sosirea lui Astro                  | The Coming Of Astro                     |
|              |                                    |                                         |
| 06           | Mici cercetași                     | The Good Little Scouts                  |
|              |                                    |                                         |
| 07           | Costumul zburător                  | The Flying Suit                         |
|              |                                    |                                         |
| 08           | Prietenul Lui Rosey                | Rosie’s Boyfriend                       |
|              |                                    |                                         |
| 09           | Emisiunea Lui Elroy                | Elroy’s TV Show                         |
|              |                                    |                                         |
| 10           | Unibleb                            | Uniblab                                 |
|              |                                    |                                         |
| 11           | Secretul lui Astro                 | Astro’s Top Secret                      |
|              |                                    |                                         |
| 12           | Vizita bunicului                   | A Visit From Grandpa                    |
|              |                                    |                                         |
| 13           | Las Venus                          | Las Venus                               |
|              |                                    |                                         |
| 14           | Prietenul lui Elroy                | Elroy’s Pal                             |
|              |                                    |                                         |
| 15           | Pilot de încercare                 | Test Pilot                              |
|              |                                    |                                         |
| 16           | Milionarul Astro                   | Millionaire Astro                       |
|              |                                    |                                         |
| 17           | Omulețul                           | The Little Man                          |
|              |                                    |                                         |
| 18           | Jane și școala de șoferi           | Jane’s Driving Lesson                   |
|              |                                    |                                         |
| 19           | Soldat Jetson                      | G.I. Jetson                             |
|              |                                    |                                         |
| 20           | Miss Sistemul solar                | Miss Solar System                       |
|              |                                    |                                         |
| 21           | Proprietate privată                | Private Property                        |
|              |                                    |                                         |
| 22           | Planeta de vacantă                 | Dude Planet                             |
|              |                                    |                                         |
| 23           | Vedetă de televiziune              | TV Or Not TV                            |
|              |                                    |                                         |
| 24           | Gașca lui Elroy                    | Elroy’s Mob                             |
|              |                                    |                                         |
| SEZONUL 2    |                                    |                                         |
|              |                                    |                                         |
| 25           | Elroy și Orbitty                   | Elroy Meets Orbitty                     |
|              |                                    |                                         |
| 26           | Rosie vino acasă                   | Rosie Come Home                         |
|              |                                    |                                         |
| 27           | Spioni solari                      | Solar Snoops                            |
|              |                                    |                                         |
| 28           | Ziua de naștere a lui Judy         | Judy's Birthday Surprise                |
|              |                                    |                                         |
| 29           | Super George                       | Super George                            |
|              |                                    |                                         |
| 30           | Dispută între famili               | Family Fallout                          |
|              |                                    |                                         |
| 31           | Replay instantaneu                 | Instant Replay                          |
|              |                                    |                                         |
| 32           | Purici pe fugă                     | Fugitive Fleas                          |
|              |                                    |                                         |
| 33           | Lovitura                           | S.M.A.S.H.                              |
|              |                                    |                                         |
| 34           | Greva de avertisment               | One Strike, You're Out                  |
|              |                                    |                                         |
| 35           | Ziua mamei pentru Rosie            | Mother's Day for Rosie                  |
|              |                                    |                                         |
| 36           | Cubul de gheață                    | S'No Relative                           |
|              |                                    |                                         |
| 37           | Lecția de dans                     | Dance Time                              |
|              |                                    |                                         |
| 38           | Judy decolează                     | Judy Takes Off                          |
|              |                                    |                                         |
| 39           | Câștigătorul ia totul              | Winner Takes All                        |
|              |                                    |                                         |
| 40           | Flol                               | The Mirrormorph                         |
|              |                                    |                                         |
| 41           | Cucerirea cosmică a lui Jane       | The Cosmic Courtship of George and Jane |
|              |                                    |                                         |
| 42           | Vestul sălbatic                    | High Moon                               |
|              |                                    |                                         |
| 43           | Probleme tehnice                   | Hi-Tech Wreck                           |
|              |                                    |                                         |
| 44           | Bebelușul bublucaș                 | Little Bundle of Trouble                |
|              |                                    |                                         |
| 45           | Elroy în Țara Minunilor            | Elroy in Wonderland                     |
|              |                                    |                                         |
| 46           | Ferma de vis                       | The Swiss Family Jetson                 |
|              |                                    |                                         |
| 47           | Cleptomania lui Rosie              | Rip-Off Rosie                           |
|              |                                    |                                         |
| 48           | Planeta fanteziilor                | Fantasy Planet                          |
|              |                                    |                                         |
| 49           | Space Bong                         | Space Bong                              |
|              |                                    |                                         |
| 50           | Costum de Halloween                | Haunted Halloween                       |
|              |                                    |                                         |
| 51           | Momentul de glorie al lui Astro    | Astro's Big Moment                      |
|              |                                    |                                         |
| 52           | Milioanele lui Jetson              | Jetsons' Millions                       |
|              |                                    |                                         |
| 53           | Prin spațiu                        | The Wrong Stuff                         |
|              |                                    |                                         |
| 54           | Vacanța                            | The Vacation                            |
|              |                                    |                                         |
| 55           | Spirit de echipă                   | Team Spirit                             |
|              |                                    |                                         |
| 56           | Viitorul                           | Future Tense                            |
|              |                                    |                                         |
| 57           | Un tată grozav                     | Far-Out Father                          |
|              |                                    |                                         |
| 58           | O după-miază uluitoare             | Dog Daze Afternoon                      |
|              |                                    |                                         |
| 59           | Bunicul și minerul galactic        | Grandpa and the Galactic Goldigger      |
|              |                                    |                                         |
| 60           | Răzbunarea robotului               | Robot's Revenge                         |
|              |                                    |                                         |
| 61           | Adevărul                           | To Tell the Truth                       |
|              |                                    |                                         |
| 62           | Băiatul George                     | Boy George                              |
|              |                                    |                                         |
| 63           | Fuga lui Judy                      | Judy's Elopement                        |
|              |                                    |                                         |
| 64           | Cel mai bun din acest secol        | The Century's Best                      |
|              |                                    |                                         |
| 65           | Colinda de Crăciun a lui Jetsons   | A Jetson Christmas Carol                |
|              |                                    |                                         |
| SEZONUL 3    |                                    |                                         |
|              |                                    |                                         |
| 66           | Joc murdar                         | Crime Games                             |
|              |                                    |                                         |
| 67           | I.Q. astronomic                    | ASTROnomical I.Q.                       |
|              |                                    |                                         |
| 68           | Muncă non-stop                     | 9 to 5 to 9                             |
|              |                                    |                                         |
| 69           | Al dumneavoastră invizibil, George | Invisibly Yours, George                 |
|              |                                    |                                         |
| 70           | Dansul fiicei cu tata              | Father/Daughter Dance                   |
|              |                                    |                                         |
| 71           | Colț de câine                      | Clean As A Hounds Tooth                 |
|              |                                    |                                         |
| 72           | Nunta lui Rosie                    | Wedding Bells For Rosie                 |
|              |                                    |                                         |
| 73           | Păstaia ciudată                    | The Odd Pod                             |
|              |                                    |                                         |
| 74           | Prea mulți George                  | Two Many Georges                        |
|              |                                    |                                         |
| 75           | Spacely pentru o zi                | Spacely For A Day                       |